# Río Chekon
El río Chekon (del ruso: Чекон) o río Shakon (Шаконь) es un río del krai de Krasnodar, en las vertientes occidentales del Cáucaso Occidental, cerca del delta del Kubán, en el sur de Rusia. Discurre por el territorio de la ciudad de Anapa.

## Curso
Nace en Fadéyevo y discurre en sus 11 km de longitud en dirección predominantemente norte, atravesando la anterior localidad, Mali Chekon, Verjni Chekon y Chekon antes de desembocar en el canal Varnavinski y el limán Mali Raznokol, en la orilla izquierda del Kubán, ya en su delta. 